# 香港綜合消費物價指數
綜合消費物價指數(Composite Consumer Price Index)是香港四項消費物價指數數列之一。
綜合消費物價指數是香港政府統計處根據甲類消費物價指數、乙類消費物價指數及丙類消費物價指數涵蓋的所有住戶（佔香港的住戶百分之九十）的整體開支模式編製而成。這指數的按年變動率，一般用以反映整體消費物價通脹。
現時政府統計處會每月分佈一次最新的綜合消費物價指數及相關的數據分析。2005年10月的綜合消費物價指數上升了1.7%；截至該月止的三個月內，綜合消費物價指數較一年前同期上升1.7%；截至該月止的十二個月內，綜合消費物價指數較一年前同期上升1.0%。

## 外部連結
香港政府統計處 - 物價